# Drapeau d'Oman
Le drapeau d'Oman comporte une bande verticale rouge à la hampe, chargée en haut de l'emblème national d'Oman, et trois bandes horizontales blanche, rouge et verte.

## Signification
- Le blanc représente la paix et la prospérité[réf. souhaitée].
- Le rouge symbolise la lutte contre l'envahisseur[réf. souhaitée].
- Le vert représente la fertilité du pays et sa montagne appelée Djebel Akhdar (montagne Verte)[réf. souhaitée].

## Le pavillon de guerre
Une particularité du sultanat d'Oman : le pavillon des forces navales n'est pas un White Ensign mais un Blue Ensign.

## Proportions
Le drapeau a été adopté le 17 décembre 1970 avec les proportions britanniques (1:2). Une décision du 18 octobre 1995 définit ainsi l'usage des différentes proportions :
- Drapeau national, 1:2
- Drapeau d'État, 4:7
- Drapeau de cérémonie, 5:7

## Historique

### Entre 1970 et 1995

Drapeau d'Oman

### Depuis 1995

Drapeau d'Oman
Drapeau de la Force aérienne royale d'Oman
Drapeau de la Marine du Sultanat d'Oman

## Sources
- http://www.fotw.org